# Elaphrus clairvillei
Elaphrus clairvillei är en skalbaggsart som beskrevs av Kirby. Elaphrus clairvillei ingår i släktet Elaphrus och familjen jordlöpare. Inga underarter finns listade i Catalogue of Life.